# Karl-Rudolf Koch
Karl-Rudolf Koch (* 30. Juli 1935 in Hilchenbach, Kreis Siegen) ist ein deutscher Geodät und Professor an der Universität Bonn. Seit Juli 2000 ist er emeritiert; als sein Nachfolger wurde Wolf-Dieter Schuh von der TU Graz berufen.
In Fachkreisen ist er vor allem durch seine wissenschaftlichen Beiträge zur Ausgleichsrechnung und zur Satellitengeodäsie bekannt. Er ist seit etwa 1980 Inhaber zahlreicher Ehrungen und einiger Ehrendoktorate (u. a. Stuttgart 1999).

## Biografie
Karl-Rudolf Koch studierte Geodäsie an der Uni Bonn und war anschließend als Vermessungsreferendar und Hochschulassistent in Bonn tätig. Nach der Promotion 1965 und Habilitation 1967 erhielt er eine Forschungsstelle in den USA: zunächst an der Ohio State University in Columbus, anschließend am National Geodetic Survey (NGS) in Rockville, Maryland. An der NGS, wo man an verschiedenen Satellitentechniken arbeitete, war Koch bis 1983 immer wieder tätig.
1970 kehrte er aus den USA als außerordentlicher Professor für Physikalische Geodäsie nach Bonn zurück und wurde 1978 Direktor (Ordinarius) des Instituts für Theoretische Geodäsie als Nachfolger des Institutsgründers Helmut Wolf. Zu den neuen Agenden Kochs gehörten – anders als an ähnlichen Instituten z. B. in Österreich oder Süddeutschland üblich – auch Lehraufgaben in der Ausgleichungsrechnung und Statistik. Diese Tätigkeit sollte ihn für lange Zeit faszinieren und zum Erfinder einiger innovativer Methoden machen.
Die Deutsche Geodätische Kommission (DGK) nahm ihn 1979 als ordentliches Mitglied auf, ebenso wie die ESA für die Projektgruppe Radaraltimeter, wo er bis 1987 als Berater tätig war. In dieser Zeit ging er zeitweilig als Gastprofessor nach Amerika und Asien (Curitiba/Brasilien, Calgary, Haifa und Wuhan). Bei der ESA koordinierte er 1989–1993 in Anschluss an seine Mitarbeit in der Altimetrie die Auswertung der Altimeterdaten des geodätischen und Fernerkundungs-Satelliten European Remote Sensing Satellite.
Eine große Aufgabe übernahm Koch 1987 bis 1997 als Direktor des Deutschen Geodätischen Forschungsinstituts (DGFI) mit seinen zwei Abteilungen in München (DGFI I., aus dem u. a. Christoph Reigber und Harald Schuh hervorgingen), und dem früheren Institut für Angewandte Geodäsie (IfAG) in Frankfurt am Main. Besonders in der Satellitengeodäsie konnte Koch seiner Arbeitsgruppe einen Spitzenplatz in der globalen geodätischen Forschung sichern.
Neben dem Organisator wurde an der Universität Bonn der Wissenschaftler Koch nach und nach zum Wegbereiter auf den Gebieten der Ausgleichungsrechnung und angewandten Statistik: Als um 1975 die Forschung zu den Verfahren der Parameterschätzung stagnierte, konnte er mit seinen Arbeiten den Bezug zur mathematischen Statistik herstellen. Was er zur semantischen Modellierung beitrug, sehen Fachleute als „Quantensprung“ in der modernen Geodäsie – und auch in der Geoinformatik, die zunehmend mit den Problemen der Datenqualität zu tun bekommt.

## Wichtigste Forschungsthemen
Als Folge von Kochs wissenschaftlichen Erfolgen, die er durch wiederholte Mitarbeit an Seminaren und in internationalen Forschungsprojekten bekannt machte, wurde das weiterhin von ihm geführte Institut für Theoretische Geodäsie zur Bonner „Pilgerstätte“ für Forscher aus aller Welt. Es zählt unter Geodäten zu den führenden deutschen Instituten der Höheren Geodäsie – neben den (allerdings auf anderen Gebieten der Erdmessung tätigen) Instituten in Hannover und München. Auch auf dem Gebiet der digitalen Signalverarbeitung hat Koch Grundlegendes geleistet und mit seinem langjährigen Mitarbeiter Michael Schmidt das Lehrbuch „Deterministische und stochastische Signale mit Anwendungen in der digitalen Bildverarbeitung“ verfasst.
Am intensivsten bearbeitete Koch den Themenbereich Potentialtheorie und Erdschwerefeld. 1969 formulierte er die geodätische Randwertaufgabe bei bekannter Erdoberfläche; 1972 konnten er und A. J. Pope die Existenz und Eindeutigkeit der Lösung nachweisen. Sein Institutskollege Erik Grafarend ergänzte diese Forschungen um die freien Randwertaufgaben und das schiefachsige Randwertproblem. 1969–1971 wurde Koch durch aktuelle Fragen der geometrischen und der dynamischen Satellitengeodäsie zu potentialtheoretischen Lösungsansätzen angeregt, die eine Schwerefeld-Bestimmung aus Messungen von optischen Satellitenkameras und von Dopplersatelliten mit zusätzlich eingeführten Schwereanomalien ermöglichten.
In diesem Zusammenhang entstand sein wohl wesentlichster Beitrag zur Geoidbestimmung, den er in den 1970er Jahren unter dem Begriff Potential der einfachen Schicht (engl.: simple layer potential) erarbeitete; erste Publikationen dazu entstanden 1969–1971 gemeinsam mit Foster Morrison und mit Bertold U. Witte. Auf diese Methode dünner Flächenbelegungen stieß Koch, als damals die Satellitengeodäsie begann, an der zunehmenden Datenflut aus Messungen der Umlaufbahnen zu leiden und die Computer sozusagen nicht nachkamen. Damit konnten die Bonner Forscher die bis dahin vorherrschende Methodik der Kugelfunktions-Entwicklungen des Schwerepotentials („harmonische Koeffizienten“, siehe auch Massefunktionen) durch eine sehr effektive, robuste, wenngleich an den Modellrändern unstetige Rechenmethode ergänzen.
In Kürze gesagt: Man braucht(e) mit Kochs Methode nicht mehr langwierige Rechentage, um aus 100.000 Daten 50.000 Massefunktionen des Erdkörpers zu berechnen, sondern konnte direkt auf sogenannte Flächenbelegungen an den Stellen der größten Schwereanomalien ansetzen. Diese „Belegung“ der Erdoberfläche mit fiktiven, dünnen Massen ist neben ihrer rechenbezogenen Wirtschaftlichkeit auch sehr flexibel, weil sie keinen geometrisch starren Raster bei der Modellierung des Erdschwerefeldes voraussetzt.
Mit denselben flexiblen Herangehensweisen wurden einige Jahre später auch die ersten genauen Messdaten der Satelliten-Altimetrie in verbesserte Erdmodelle eingebracht.
Nicht zuletzt wegen dieser innovativen Methode der Satellitengeodäsie, die gleichermaßen die Geoidbestimmung und die schwierige Himmelsmechanik erdnaher Raumsonden „vor ihrer Zeit“ lösbar machte, erhielt Koch 1972 einen Ruf an die in der Geoid-Forschung und (geo)physikalischen Geodäsie führenden TU Wien. Die Nachfolge des plötzlich verstorbenen Wiener Ordinarius Karl Ledersteger trat Koch jedoch nach längeren Verhandlungen nicht an, weil ihm Bonn bessere finanzielle Konditionen bieten konnte.